# Гудбрандсдалсуст
Гудбрандсдалсуст (норв. gudbrandsdalsost) — вид брюнуста, коричневого норвежского сыра, происходящий из долины Гудбраннсдален в Норвегии. Готовится из коровьей сыворотки (myse), сметаны (fløte), коровьего молока (melk) и 10 % козьего молока (geitmelk).
Имеет светло-коричневый цвет и карамельный вкус, объясняемый способом приготовления: молоко готовится, пока содержащиеся в нём сахара не карамелизируются и сыр не приобретёт свои своеобразные свойства.
Сыр режут на кусочки и едят с пшеничным хлебом, особенно хорошо этот сладкий сыр сочетается с мармеладом из красных фруктов.
В год производится 12 миллионов килограмм брюнуста, из которых половину составляет гудбрандсдален. Компании Tine и Synnøve Finden обладают правами на производство этого сыра. Компания TINE выпускает сыр под маркой ski Queen.
Первое упоминание об этом сорте сыра относится к 1860-м годам. В 1933 жительница долины Анна Хов (ей было 87 лет) получила королевскую медаль за придуманный ею в молодости брюнуст. Этот сорт сыра — один из типичных норвежских продуктов.